# Alphitonia carolinensis
Alphitonia carolinensis là một loài thực vật có hoa trong họ Táo. Loài này được Hosok. mô tả khoa học đầu tiên năm 1942.